# Дражан Јерковић
Дражан Јерковић (Шибеник, 6. август 1936 — Загреб, 9. децембар 2008) био је хрватски и југословенски фудбалер, репрезентативац, тренер, селектор и спортски директор.

## Играч
Био је класичан нападач, плави 9. Од најмлађих дана био је је члан загребачког Динама, с којим је освојио првенство Југославије 1957/58 и два пута Куп маршала Тита 1959/60 и 1964/65.. У периоду од 1954. до 1965. за Динамо је одиграо 315 утакмица и постигао 300 голова, што је у просеку учинак од чак 95%! У првенству Југославије 1961/62 био је најбољи прволигашки стрелац са 16 погодака.
Пред крај играчке каријере отишао је белгијски клубу Гент. Међутим, на тренингу се повредио па је прекинуо већ потписани уговор и вратио се у Загреб.

## Репрезентативац
За репрезентацију Хрватске играо је једно полувреме. Било је то 12. септембра 1956, у Загребу против Индонезије (победа 5:2), када га је у другом полувремену заменио Иван Медле.
Одиграо је три утакмице за „ Б“ екипу (1957-1959) и 21 утакмицу за најбољу селекцију Југославије, за коју је постигао 11 голова. Дебитовао је 11. маја 1960. у пријатељском сусрету против репрезентације Енглеска (3:3) у Лондону, а последњу утакмицу одиграо је 27. септембра 1964. против Аустрије (3:2) у Бечу.
Учествовао је на првом финалном турниру Купа европских нација 1960. у Паризу и у сусрету против Француске (5:4) постигао два гола. На пријатељској утакмици 19. новембра 1961. против Аустрије (2:1) у Бечу постигао је оба поготка за Југославију, а на Светском првенству 1962 у Чилеу одиграо је свих шест утакмица и постигао четири гола, па је са још петорицом играча (Чилеанцем Леонелом Санчезом, Бразилцима Гаринчом и Вавом, Мађарем Флоријаном Албертом, те Валеријем Ивановом из Совјетског Савеза) био најефикаснији стрелац мундијала.
Путовао је и на Светско првенство 1958, у Шведској али није играо.

## Селектор

#### Југославија
Био је селектор државне репрезентације на Медитеранским играма 1971. у турском Измиру, када је освојено прво место и златна медаља. Био је у стручном штабу репрезентације за Светском првенству 1982. у Шпанији заједно са Миљаном Миљанићем.

#### Хрватска
Од 1. септембра 1990. до 24. јуна 1992. био је први селектор репрезентације Хрватскеј и са њом остварио три победе: против САД у Загребу (2:1), Румуније у Ријеци (2:0) и Словеније у Мурској Соботи (1:0).

## Тренер
Након играчке наставио је са тренерском каријером. Био је технички директор и тренер клубова Динмо Загреб, аустријских Клагенфурт и Вилах, Динамо Винковци, и Загреб.

## Спортски директор
Спортски директор био је од 1983. до 1989. у Динаму Винковци, а од 1989. до 2000. у Загребу.

## Болест и смрт
Дуго је боловао од шећерне болести, због које му је 2. децембра, 2008. у КБЦ Ребру у Загребу ампутирана лева нога. Након операције је рекао "Ионако ми лијева не треба, с њом никад нисам забијао". Постоперативни опоравак текао је без проблема, али седмог дана по ампутацији добио је високу температуру која се и поред великог труда лекара није спуштала. Преминуо је, 9. децембра, 2008, нешто после 22.00 сата.